# Pimethixene
Pimethixene là một chất kháng histamine và anticholinergic thuộc nhóm hóa chất thioxanthene thường được sử dụng để điều trị chứng tăng động, lo lắng, rối loạn giấc ngủ và dị ứng. Nó cũng được sử dụng để gây mê và làm thuốc giãn phế quản (để làm giãn phế quản và phế quản để có nhiều luồng khí hơn).